# Luna e sole (singolo)
Luna e sole è un singolo del rapper Zoda, pubblicato il 14 giugno 2019 come terzo estratto dal primo album in studio Ufo.
Il brano vanta la produzione del produttore discografico Low Kidd.

## Tracce
Testi di Daniele Sodano, musiche di Lorenzo Paolo Spinosa.
1. Luna e sole – 3:02